# シカゴ (1937年の映画)
『シカゴ』（原題・英語: In Old Chicago）は、1937年に製作・公開されたアメリカ合衆国の映画である。1871年のシカゴ大火をクライマックスシーンとしてヘンリー・キングが監督、タイロン・パワーとアリス・フェイ、ドン・アメチーが主演した。

## あらすじ
1854年、アイルランド移民のオリアリー一家はシカゴに向う。その途中で夫パトリックを不慮の事故で亡くすも、妻モリーはシカゴで洗濯屋を営み、3人の息子ジャック、ダイオン、ボブを育て上げる。十数年の月日が経ち、ジャックは改革派の弁護士として活躍、ダイオンは街の実力者ウォーレンの片腕として力を持つようになり、ボブは母の仕事を手伝っている。
ある日、ダイオンはウォーレンがニューヨークから連れて来たスター歌手ベルに一目惚れする。そして彼女を引き抜いて共に酒場を開き、大成功を収める。名実共に街の実力者となったダイオンに、ウォーレンは市長に立候補するので票集めに協力するように依頼する。表面上はウォーレンを支持する一方、ダイオンは街の改革のため、兄ジャックを市長に担ぎだすことを考える。ダイオンが裏で動いていることを知らないジャックは周りからの強い勧めにより立候補を決める。一方、ジャックが選挙戦で苦戦していると知ったダイオンは警察本部長の弱みを突いて脅迫し、ウォーレンの取り巻き連中を逮捕させて選挙当日に投票できなくする。これによりジャックは市長に選出される。
市長となったジャックは街の改革のため、ダイオンらが行っている違法行為を告発、不正を明らかにしようとベルを証人として召還する。するとダイオンは改心したふりをしてベルとの結婚をジャックに執り行ってもらうが、それがベルを妻にすることで証人としての資格をなくさせるためのものであると知ったジャックは激怒し、ダイオンに絶縁を告げる。そんな兄弟の諍いを知った母モリーは急いで2人の下に向おうとするが、その際に納屋に置き忘れたランプを牛が蹴飛ばしたために出火、折からの乾燥と強風により、街全体を襲う大火事となる。
オリアリー兄弟を憎むウォーレンは、市長ジャックが街を廓清しようと火を放ち、それにダイオンも加担しているとの噂を流して人々を煽動する。消火活動を先頭に立って指揮していたジャックの下にダイオンがボブと共に現れ、ジャックとダイオンは和解するが、そこにウォーレンが集団を率いてやって来る。延焼を防ぐために街の一部を爆破しようとしている市側とそれを止めようとするウォーレンらとの乱闘の中、ジャックはウォーレンの部下に撃たれ、爆破した建物の下敷きとなる。そしてウォーレンは逃げる際に牛の群れの下敷きになる。
爆破を逃れたダイオンとボブはボブの嫁と子に再会する。一方、避難の途中でボブの嫁とはぐれたモリーはベルに助けられる。そんな2人をダイオンはようやく見つけ出す。燃え盛るシカゴの街を前に、生き残ったダイオンがジャックの遺志を継いでシカゴを新たな街として蘇らせるとモリーは亡き息子ジャックに誓う。

## キャスト
- ダイオン・オリアリー - タイロン・パワー： アイルランド移民の息子。
- ベル・フォーセット - アリス・フェイ： ニューヨークの売れっ子スター。
- ジャック・オリアリー - ドン・アメチー： ダイオンの兄。正義感の強い改革派の弁護士。
- モリー・オリアリー[1] - アリス・ブラディ： ダイオンとジャックの母。
- ピックル・ビクスビー - アンディ・デヴァイン： ダイオンの相棒。
- ギル・ウォーレン - ブライアン・ドンレヴィ： 街の実力者。市長に立候補する。
- アン・コルビー - フィリス・ブルックス： ダイオンの商売に投資している上院議員の娘。
- ボブ・オリアリー - トム・ブラウン： ダイオンの弟。若くして家庭を持ち、母の仕事を継ぐ。

## スタッフ
- 監督：ヘンリー・キング
- 製作：ダリル・F・ザナック
- 原案：ナイヴン・ブッシュ
- 脚色：ラマー・トロッティ、ソニヤ・レヴィン
- 音楽監督：ルイス・シルヴァース
- 撮影：J・ペヴェレル・マーリー
- 編集：バーバラ・マクリーン
- 美術：ウィリアム・S・ダーリング、ルドルフ・スターナッド
- 装置：トーマス・リトル
- 衣裳：ロイヤー

## 史実との違い
オリアリー夫人の名前がキャサリンからモリーに変えられ、夫人の子の数が違う（息子1+娘1 → 息子3）など、オリアリー家についてはほぼ全てフィクションである。

## アカデミー賞受賞・ノミネーション
- 受賞
  - 助演女優賞：アリス・ブラディ
  - 助監督賞：ロバート・D・ウェッブ
- ノミネーション
  - 作品賞
  - 原案賞：ナイヴン・ブッシュ
  - 作曲賞：ルイス・シルヴァース
  - 録音賞：エドマンド・H・ハンセン

## その他
当初、ヒロインにはジーン・ハーロウが起用されることになっていたが、彼女の急死により、アリス・フェイに変更された。